# 卡普林 (科羅拉多州)
卡普林（英語：Capulin）是位於美國科羅拉多州科內霍斯縣的一個人口普查指定地區。

## 地理
卡普林的座標為37°17′02″N 106°06′40″W / 37.28389°N 106.11111°W，而該地最高點為海拔高度2385米（即7825英尺）。

## 人口
根據2010年美國人口普查的數據，卡普林的面積為2.45平方千米，均為陸地。當地共有人口200人，而人口密度為每平方千米81人。